# Björksmalpraktbagge
Björksmalpraktbagge (Agrilus betuleti) är en skalbaggsart som först beskrevs av Julius Theodor Christian Ratzeburg 1837.  Björksmalpraktbagge ingår i släktet Agrilus, och familjen praktbaggar. Arten är reproducerande i Sverige.